# Pegoscapus attentus
Pegoscapus attentus is een vliesvleugelig insect uit de familie vijgenwespen (Agaonidae). De wetenschappelijke naam is voor het eerst geldig gepubliceerd in 1952 door Grandi.